# Perelà, uomo di fumo
Représentations notables
Perelà, uomo di fumo est un opéra en italien du compositeur français Pascal Dusapin inspiré de Il codice di Perelà (1911) d'Aldo Palazzeschi. L'œuvre a été représentée pour la première fois en public le 24 février 2003 à l'Opéra Bastille.

## Historique
La compositeur et librettiste Pascal Dusapin raconte avoir découvert Le Code de Perela, roman futuriste d'Aldo Palazzeschi, grâce à son édition française chez Allia en 1993.
« Perelà a été pour moi comme une transfusion du monde de la musique vers un monde littéraire presque mystique et réciproquement (...) C'est d'abord le thème qui m'a séduit, qui m'a donné l'envie de la musique, alors que c'était le contraire qui se produisait jusque-là. »
Dusapin explique qu'après avoir déconstruit l'intrigue avec Medeamaterial puis évacué l'histoire avec To Be Sung, il souhaitait revenir au récit : « je me suis dit que je devais me lancer dans un projet dans lequel les questions du théâtre, de la narration, de la personnification du chanteur sont prises en compte de façon totalement inverse à ce que j’avais fait avec mes projets lyriques ». La découverte du roman et ce souhait coïncident aussi avec une commande passée par Hugues Gall de l'Opéra de Paris.
L'opéra est créé le 24 février 2003 à l'Opéra Bastille, par John Graham-Hall, Martine Mahé, Nora Gubisch, Gregory Reinhart, Jaco Huijpen, Scott Wilde, Youngok Shin, Chantal Perraud, Dominique Visse, le Chœur de chambre Accentus et l'Orchestre de l'Opéra national de Paris sous la direction de James Conlon, dans une mise en scène de Peter Mussbach, avec des décors d'Erich Wonder, costumes de Andrea Schmidt-Futterer et lumières de Alexander Koppelmann. 
La mise en scène rappelle aux critiques les films de Jacques Tati et les films de science-fiction : « Au plan visuel, les références à la science-fiction sont multiples. […] Peter Mussbach se révèle ici digne héritier de David Lynch ou de Ridley Scott (Blade Runner) : on retrouve le perfectionnisme virtuose de leurs effets spéciaux. »
La représentation de l'opéra à l'Opéra Berlioz de Montpellier, avec John Graham-Hall, Nora Gubisch, Isabelle Philippe, et l'Orchestre de Montpellier dirigé par Alain Altinoglu, sera enregistrée par le label Naïve en mai 2003 et sortie en 2004.

## Intrigue
Pascal Dusapin résume son opéra ainsi :

« Perelà vient de nulle part. Il a trente-trois ans, et a été engendré par trois mères, Pena, Rete et Lama. Ainsi est-il une métaphore du Christ et de la Trinité, bien que Palazzeschi, devenu fort dévot, s’en soit défendu à la fin de sa vie. Perelà a la particularité d’être fumée, autre métaphore, comme le montrera la mise en scène de Peter Mußbach. Il arrive dans une cité au milieu de nulle part qui a la réputation d’assassiner ses rois. Perelà sera l’objet d’une admiration si éperdue de la part du peuple, que ce dernier, roi et reine en tête, va lui confier la rédaction du code, métaphore des lois régulant tout groupe humain. Il est si extraordinaire qu’un vieux valet tente de l’imiter en s’immolant par le feu après avoir appris que le corps de Perelà est le fruit d’une carbonisation. La société se retourne alors contre son héros, qu’elle condamne à la prison à vie. Victime des fantasmes que son apparence suscite, Perelà, qui a traversé l’opéra en se demandant ce qu’il faisait là, remonte au ciel et s’évapore. »

## Distribution
| Rôle                           | Voix               | Distribution à la création 24 février 2003 (chef d'orchestre : James Conlon) |
| ------------------------------ | ------------------ | ---------------------------------------------------------------------------- |
| Perelà                         | ténor              | John Graham-Hall                                                             |
| Une pauvre vieille             | contralto          | Martine Mahé                                                                 |
| La marquise Olivia di Bellonda | mezzo-soprano      | Nora Gubisch                                                                 |
| Le valet Alloro                | basse              | Scott Wilde                                                                  |
| La fille d'Alloro              | soprano coloratura | Chantal Perraud                                                              |
| Le philosophe Pilone           | basse              | Gregory Reinhart                                                             |
| La reine                       | soprano            | Youngok Shin                                                                 |
| L'archevêque                   | contreténor        | Dominique Visse                                                              |
| Le banquier Rodella            | baryton-basse      | Nicolas Courjal                                                              |
| Le président du tribunal       | basse              | Scott Wilde                                                                  |
| Premier garde du roi           | basse              | Gregory Reinhart                                                             |
| Deuxième garde du roi          | baryton-basse      | Nicolas Courjal                                                              |
| Le ministre                    | basse              | Jaco Huijpen                                                                 |
| Le chambellan                  | basse              | Jaco Huijpen                                                                 |
| Le perroquet                   | contreténor        | Daniel Gundlach                                                              |

## Prix et distinctions
- Prix 2003 du Syndicat de la Critique pour la mise en scène de Peter Mussbach[3]